# Chenoderus bicolor
Chenoderus bicolor är en skalbaggsart som beskrevs av Leon Fairmaire och Germain 1861. Chenoderus bicolor ingår i släktet Chenoderus och familjen långhorningar. Inga underarter finns listade i Catalogue of Life.